# Стикъл
Стикъл е село в Южна България. То се намира в община Смолян, област Смолян.

## География
Село Стикъл се намира южно от Широка лъка и северно от в. Голям Перелик в подножието на в. Турлата. Разделен е на две части – съответно в падината и на билото, назовавани от местните „Отсамния“ и „Отводния“ Стикъл.
Най-близо до него се намира с. Гела, като връзката помежду им е няколкокилометров макадамов път, спускащ се до коритото на разделящата ги река. По права (въздушна) линия разстоянието между селата е неголямо, за което свидетелстват и разказите на местни жители, че комуникацията е могла да се осъществи дори с викане. Туристическият преход от Гела до Стикъл трае 30 минути.

## Редовни събития
От незапомнени времена жителите на Стикъл организират събор на св. Дух (Духовден). Той се състои на петдесет и първия ден след Великден.